# Нада Бутникошарева
Нада Николова Бутникошарева (на македонска литературна норма: Нада Бутникошарева) е югославска комунистка, организаторка на женското и синдикално движение във Велес в междувоенния период.

## Биография
Родена е на 27 януари 1919 година във Велес, тогава в Кралството на сърби, хървати и словенци. Участва в работническото движение в Кралство Югославия. От 1939 година организира женското и на синдикалното движение във Велес. В 1940 година става членка на Комунистическата партия на Македония. След установяването на българско управление в областта през април 1941 година, развива нелегална дейност. В къщата ѝ се укриват нелегални комунисти и в нея е първата нелегална комунистическа печатница във Велес, в която е печатан вестник „Народен билтен“. В 1942 година става нелегална в Партизанския отряд „Димитър Влахов“ и участва в много акции. Загива при сблъсък с бъгарската полиция на 16 декември 1942 година при велешкото село Войница.